# Octavio Alesi
Octavio Alesi (Barinas, Venezuela, 10 de diciembre de 1986) es el nadador olímpico, venezolano con el mayor número de medallas de su estado natal en Juegos Nacionales Juveniles. Egresado en Estudios Internacionales en la Universidad de Tennessee de Knoxville, Tennessee.

## Trayectoria
Desde los 12 años de edad ha representado a Venezuela como parte de la  Selección de Natación. Ha impuesto veintidós récords nacionales, de los cuales seis permanecen vigentes.[cita requerida] Es poseedor de dos récords Centroamericanos y, durante los Juegos Panamericanos de 2007, implantó una marca en la prueba de 100 metros mariposa al registrar un tiempo de 52'54 segundos, la cual le permitió participar en los juegos Olímpicos Pekín 2008.
Ha representado a Venezuela en cinco (5) Campeonato Mundiales de Natación: Barcelona, España (2003); Shanghái, China (2006); Melbourne, Australia (2007); Roma, Italia (2009) y Dubái (2010).  En el ámbito estatal, Octavio es el atleta mayor ganador de medallas en Juegos Nacionales para el Estado Barinas y es el atleta que más veces ha sido premiado con el honroso galardón de "Atleta del Año".[cita requerida]